# 柯雅馨
柯雅馨（1980年3月3日—），台灣演員。

## 電視/網路電視
- 《月光森林》
- 《又見菊花香》
- 《心動列車》（台視）
- 《我的這一班》（公視）
- 2003年 《麻辣學園妙鮮師、新麻辣鮮師》飾 胡敏兒
- 2007年 《家有菲菲》
- 2009年  公視人生劇展《不死搖滾夢》
- 2009年  公視人生劇展《生日願望》
- 2010年 《死神少女》飾 佳佳
- 2011年 《飛行少年》飾 張薔
- 2012年 《剩女保鑣》客串 飾 秦明玉的好友
- 2013年 《就是要你愛上我》飾史崔霞
- 2014年 《PMAM美好偵探社》飾李小小
- 2015年 《看見0.04的幸福》
- 2018年 《高三症候群》飾放火媽

## 電影
- 雙瞳
- 愛到底
- 痞子英雄首部曲：全面開戰

## MV
- 大嘴巴（張懷秋）-臨時演員
- 溫嵐-第六感
- 永邦-轉瞬為風
- 江美琪-我們都是一朵花
- 阿杜-人狼
- 新寶島康樂隊-等無限時批

## 廣告
- 飲冰室茶集 系列廣告
- 5度C 鮮果食感
- 麥當勞-紅運美食篇、酷夏分享套餐
- 植物の優-飽足感
- 7-11 冰品戳戳樂
- 白蘭氏-四物雞精、活顏馥苺飲
- Payeasy-下一次篇
- eBay-睡衣篇
- 屈臣氏-開架化妝品滿488送
- momo藥妝店
- 080-抗痘美背沐浴乳、大中小除痘凝膠
- 嬌生 Acuvue 每日拋
- 第一銀行信用卡
- 萬泰銀行靈活卡
- 花旗銀行饗樂生活卡
- 中信房屋
- 得意的一天-御茶釀
- 百齡醰-交情篇
- SYM tini 100 網路短片《聽妳的純白愛情》 （页面存档备份，存于）
- 薇閣小電影-浴帽篇

## 爭議事件

### 參演宣傳片事件
- 2010年11月，柯雅馨上綜藝節目康熙來了時哭訴，被騙為旅館拍攝類情色宣傳影片。但事後被拍攝的劇組人員反駁，說事前已作好溝通，柯雅馨拍完後也看了影片，並未如她在節目上說的，是公開放映當天才看到的。認為柯的種種說法，包括酬勞給予等等敘述與事實不符，希望柯能夠道歉。對此柯雅馨並未道歉亦未作出回應。4年後因為陳純甄事件此事再度被媒體重提，經紀公司以「柯當時可能不懂上節目的說話技巧」為由帶過。

### 涉及騙婚詐財事件
- 2014年7月，被媒體批露涉及對前撞球選手陳純甄騙婚詐財，導致陳純甄自殺未遂的事件。據媒體報導，陳純甄以結婚為前提與柯雅馨交往（陳希望在國外結婚），但柯雅馨在要求陳純甄將兩棟房屋過戶給她後，立刻與陳純甄分手，造成陳純甄因情財兩失而割頸割手自殺，其後獲救。
- 柯雅馨於消息見報後，在經紀公司的支持與兩名律師陪同下，召開記者會公開出櫃，承認和陳純甄交往兩年，但否認詐財騙婚事件。柯雅馨方面的說法為，分手是因陳純甄有第三者，房屋是她跟陳純甄買下，所有欠款都已還給對方。並聲淚俱下泣訴自己遭到恐嚇，但記者會後被媒體捕捉到與同事有說有笑的畫面。
- 柯的說法隨即遭陳反駁，陳純甄表示：「我寧願我劈腿，我現在不會這麼難過，而且你想想看，我怎麼可能把房子給了一個人，就是轉到她名下然後我就劈腿了。」並透露因要結婚，應柯的要求將房轉到柯名下後，柯馬上提出分手並且避不見面，還換掉陳家門鎖不讓陳進入。兩人的共同友人日籍男性瀨川健史自願出面居中當協調人，但卻是和柯雅馨一起威脅陳若不以低價將房產賣出予柯，將一毛錢也拿不到。當時陳純甄的錢財已被柯雅馨兩年間以各種名目搜刮一空，身無分文下被迫同意賤賣房屋。
- 陳並透露兩年間，柯共取走她5千多萬款項，包括房屋，柯雅馨另外的房貸、柯欠下的卡費、招待柯友人出國玩、以及供應柯生活上各種奢華消費、買名牌包等等花費。柯雅馨還要求陳純甄將保險受益人改成她的名字，並要求陳將戶頭內三百萬交給柯保管，但分手後柯並未歸還該筆錢。
- 對於陳純甄的說法，柯雅馨的經紀人和經紀公司強勢表示，部分說法非真實，除了嘲諷陳純甄可以去演本土劇八點檔外，並表示將對陳的說法保留法律追訴權，而且柯雅馨也不會再出面回應。柯雅馨至今都似未提出有力的證據說明。
- 2017年8月，柯雅馨上節目又提此事件，陳純甄仍氣憤難消稱對方詐財行為「自己站壁說被強姦」、「吸血鬼」、「吃相難看」。[1]